# 日本—苏联关系
在1917年十月革命至1991年苏联解体之间，日本和苏联多数时间内处于相互敌对的关系。在俄国内战期间，日本作为协约国成员参与了对苏俄的武装干涉。在二战和冷战中，两国也分别处于相互敌对的两个阵营。此外，两国在千岛群岛和库页岛领土问题上也时常发生纠纷。这一系列的冲突使得两国在二战结束后并未签订和平条约，妨碍了两国解决分歧的进程。
日苏关系历史悠久，可以追溯到日本帝国和沙皇俄国竞争东北亚主导权的年代。1951年，苏联拒绝在《旧金山和约》上签字，导致苏联与日本之间的战争状态一直延续到了1956年《日苏共同宣言》的签署才正式结束。然而，苏联（现俄罗斯）与日本之间至今尚未签订正式的和约。
阻碍苏联和日本改善战后关系的最大绊脚石就是北方四岛（俄罗斯称为南千岛群岛）的领土争议。

## 俄国内战 (1917-1925年)

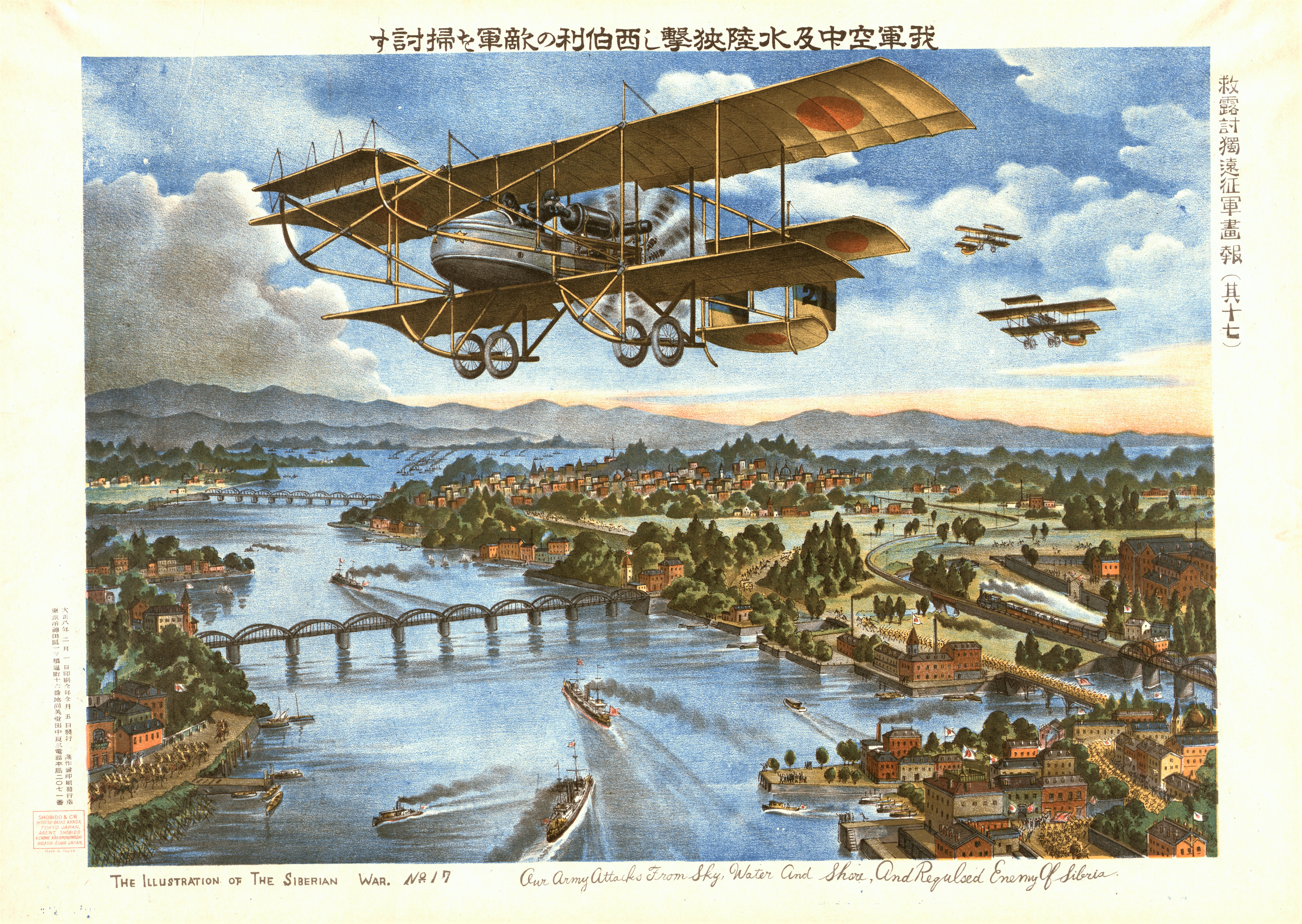
1919-1922年间的一幅宣扬占领俄国远东地区的日本宣传画

日苏之间持续二十余年（1920年代-1940年代晚期）的恶劣关系早在1904-1905年日本取得最终胜利的日俄战争时期就埋下了伏笔。在1918-1921年的俄国内战中，日本作为协约国武装干涉行动的一员，出动7万军队于1918至1922年间占领了日本海沿岸城市符拉迪沃斯托克。
日本于1925年1月正式签订《日苏基本条约》，正式承认苏联的合法性。两国同意除1905年结束日俄战争的《朴茨茅斯和约》继续生效外，其它的战时协议和条约都应该被重新审查。1925年2月26日，两国在北京交换了批准书。1925年5月20日，该条约收录入《国际联盟条约汇编》中。

## 库页岛和千岛群岛
1905年，沙俄在战争中被打败后，将南库页岛和千岛群岛割让给日本。1920年，苏俄军队占领了库页岛北部，但几个月后日本军队便占领了该地，开始在当地开采石油、煤炭和其它资源。在国际压力下，日本于1925年将库页岛北部移交给苏联政府，但仍保留在当地的租界和特许权。1945年，苏联政府重新取得整个库页岛和千岛群岛的控制权。

## 低调合作 (1925-1932年)
两国建交初期的关系较为稳定，原因是1931年以前，日本帝国在武力扩张政策中对苏联保持克制态度，以及苏联在1929年中东路事件期间为弥补恶化的中苏关系需要寻求新的稳定的贸易关系。
1925年，在建交之后，日本政府就已立即将驻扎在北库页岛的日军撤回。
这段时期的一个重要事件是1928年1月23日《苏日渔业协定》的签署，这一协定允许日本国民在毗邻苏联海岸线的太平洋海域捕鱼。同年3月23日，两国在东京交换批准书。该协议于1928年9月5日被收录在《国际联盟条约汇编》中。

## 关系恶化 (1932-1945年)

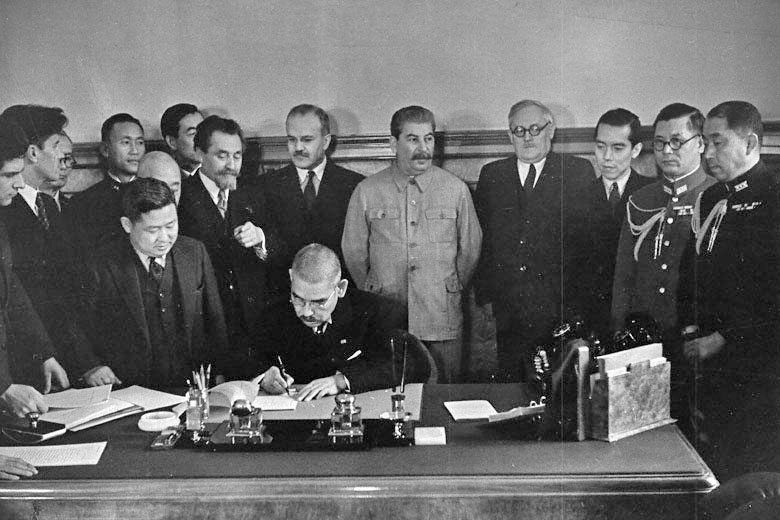
1941年日本外务大臣松冈洋右在签署《苏日中立条约》

日本在1931年发动九一八事变后占领了中国东北地区，次年建立了傀儡政权满洲国并与之建交后，日本就开始准备入侵苏联。在东北抗日联军成军后，苏联秘密资助该军队，并为其提供苏联境内的营地来训练、休息和躲避日本军队的追击，引起日本不满。1936年日德签订《反共产国际协定》后日苏关系急转直下。
日苏之间的第一次大型边境冲突——张鼓峰事件——发生于1938年的距符拉迪沃斯托克不远的中苏边境地区，这起冲突迅速演变成一场不经宣战的边境战争。1939年发生在满蒙边境的诺门罕战役是决定性战役，苏联军队获得了最终胜利。
1941年，日本和苏联签订了苏日中立条约。1941年6月，德蘇战争爆发，日本在见到盟友纳粹德国入侵苏联后曾想过也撕毁该和约，年末，德軍已深入蘇聯腹地，加上德國希望日本襲擊远東牽制苏联兵力，於是日軍就在滿洲增兵以配合德國对付蘇聯，但在德軍作战失利後，日本放棄北進，轉而南進。
1945年2月在乌克兰举办的雅尔塔会议上，斯大林向罗斯福承诺苏联会在德国投降90日后向日本宣战。同年5月，德国投降，斯大林将大批军队输送至西伯利亚向日宣战。1945年4月，莫斯科方面废止了中立条约。8月8日，在广岛遭到原子弹攻击后两日，苏联发动八月風暴行動，苏军开始向日本的樺太廳和满洲国发动进攻，苏军收復了庫頁岛、千岛群島，至15日，苏軍已攻入熱河、朝鮮半島，直到9月日本投降才撤軍。

## 关系正常化 (1946-1960年代)
苏联向日宣战后，于1946年重新夺回了千岛群岛的56个岛屿和南库页岛（萨哈林岛）的控制权，并在哈巴罗夫斯克边疆区辖下成立了南萨哈林省。日本政府拒绝承认苏联对这些地区拥有控制权，作为报复，日本方面拒绝签署苏日二战和平条约，从而使两国战后关系充满变数。苏联政府以担心中国政府也向其提出相同领土归还要求为由拒绝向日本归还这些占领的地区。苏联将库页岛与千岛群岛链并入其反潜战网络体系，指这些岛屿可有效地控制鄂霍次克海出海口。
1950年代前期，日本渔民在鄂霍次克海的渔业权和遣返苏联扣留的日本战俘等争议问题持续升温，两国间的谈判在1956年初因两国在领土问题上日益锋芒相对而破裂。
不过很快谈判便重启，苏联和日本于1956年10月19日签署了《日苏共同宣言》，决定恢复外交关系，结束战争。双方也同意继续就领土问题在内的争议问题磋商，朝着签订正式的和平协议的方向而努力。此外，苏联亦承诺支持日本加入联合国，且放弃二战的所有赔偿要求。《共同宣言》所附的贸易协定书则宣布互相给予对方互惠最惠国待遇，并对双方贸易发展作出规定。
日本在外交关系正常化之后鲜少获得可观的收入。50年代后半期，双方开始提高文化交流的力度。然而，苏联政治宣传在日本并未获得成功，还遭遇到了来自韩国人、中国人和俄裔日本人在长期战争中形成的的反感。
苏联试图通过软磨硬泡来诱使日本放弃领土要求。早在1956年，苏联就暗示，如若日本放弃与美国的联盟，苏方将考虑归还北方四岛中的齿舞群岛和色丹岛。1960年，苏联政府警告日本不要与美国签署美日安保条约，在日本签署后苏联则宣布，除非日本立即废除该条约，否则苏方将绝对不会归还齿舞群岛和色丹岛给日本。1964年，苏联主动提出，如果美国结束在冲绳和日本主要岛屿上的驻军行动，苏联就会送归这些岛屿。

## 关系持续改善 (1960年代-1975年)

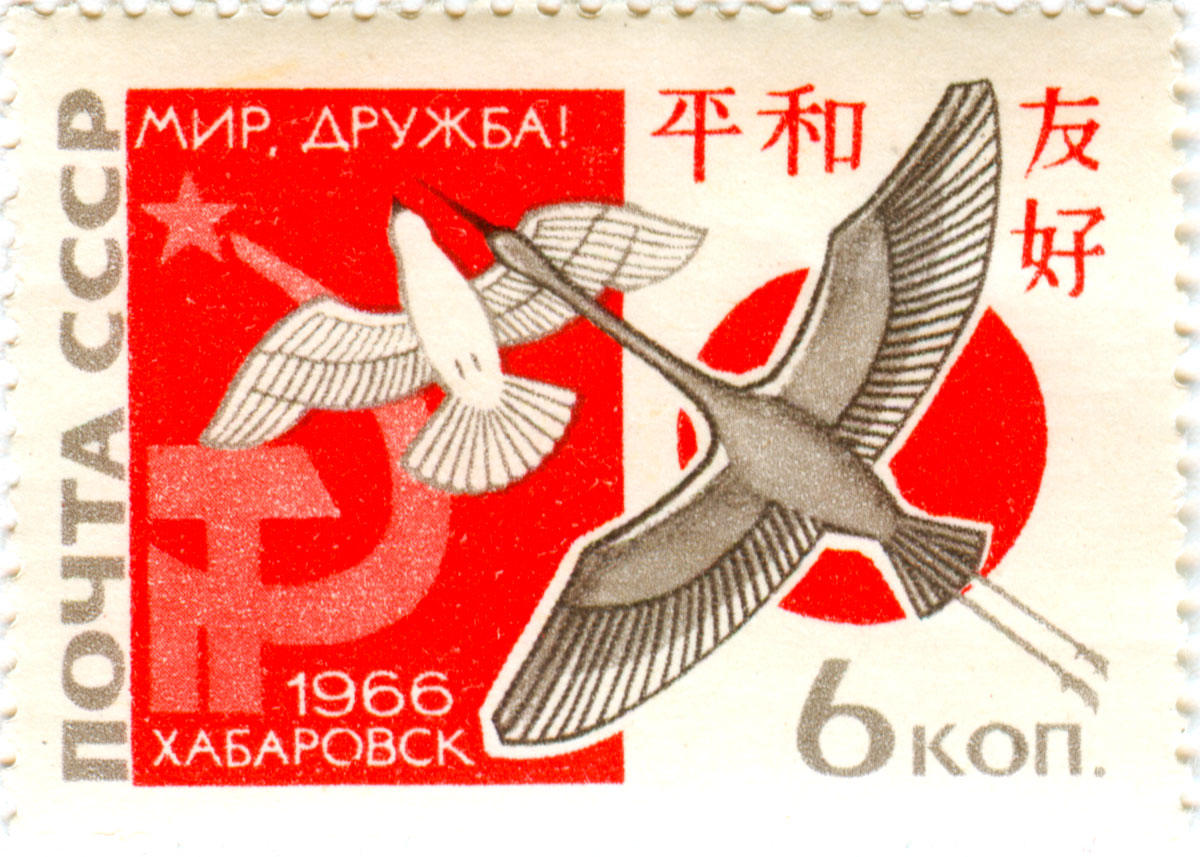
1966年8月9日，第二次苏日和平友好峰会在伯力（哈巴罗夫斯克）举行，苏联为此发行的纪念邮票中以两国国旗为背景的鸽和鹤象征着和平与友谊

尽管苏联和日本都不愿意在领土问题中退让，然而两国的关系在1960年代中期以后还是获得了明显的改善。苏联政府开始在经济发展计划中寻求日本的合作，而日方亦积极响应。两国在1966年1月签署了五年贸易协定与民用航空协定。
尽管双方政治关系时常变得紧张，但之间的经济合作在七十年代迅速增加。双方很大程度上是一种互补的经济关系，因为苏联需要日本的资本、技术和消费品，而日本需要苏联的自然资源，如石油、天然气、煤炭、铁矿石和木材。截至1979年，双方贸易总额已达到平均每年44亿美元，使日本成为继西德之后的苏联最重要的非社会主义贸易伙伴。
1970年代日苏政治关系特点是高层互访频繁，不断探讨改善双边关系的可能性，并反复讨论和平条约，因为当时双方都做好了在领土问题上互相退让的准备。时任苏联外交部长安德烈·安德烈耶维奇·葛罗米柯于1972年1月——尼克松访华前一个月——访问日本，重新开启了双方中断六年之久的部长级交流。其它高级别的谈话，如1973年10月日本首相田中角荣和苏共中央总书记勃列日涅夫之间和会面，于接下来三年间在莫斯科陆续举行，然而领土问题持续困扰着双方，且和平解决的前景越来越黯淡。莫斯科方面转而提出签订一个友好友善条约，但该提案被日方严词拒绝。

## 关系趋于紧张 (1975-1990年)
1975年后，苏联开始公开警告日本，中日和平友好条约一旦签订将威胁到日苏关系。1976年1月，苏联外交部长葛罗米柯再次访问日本以重启和约谈判。当日方再次拒绝在领土问题上妥协后，根据日方说法，葛罗米柯主动提出归还苏联实际控制的齿舞群岛和色丹岛给日本，条件是日本同意签订一份友好和合作条约。日方声称葛罗米柯同时以中国为例，警告日本不要理会“阻碍并试图恶化包括我们两国在内的国家之间的紧张局势缓和的力量”。
1978年中中日和平友好条约的签订严重恶化了日苏关系。尽管日本解释说，条约中的反霸权条款并不针对任何具体国家，但莫斯科方面仍认为该条约将日本彻底拖入了美中的反苏阵营。尽管双方在台面上仍表示希望建立更稳固的双边关系，但苏联的实际行动让日本方面感受到了震惊和疏远，1980年代苏联在太平洋的军事集结便是一个例子。
1980年代，日本对苏联的态度亦开始强硬。受美国压力影响，日本在1979年底苏联入侵阿富汗后开始更积极地在发展中国家防范苏联的力量扩张，如废除一些与苏联签订的条约，并向诸如巴基斯坦和泰国之类的“前线国家”提供援助。在中曾根康弘担任首相期间，日本通过稳步建立军事力量、欢迎驻日美军和驻西太平洋美军扩张和承诺将与美国密切合作以应对苏联威胁等作法来对里根政府的“苏联威胁论”论调表达支持。
日苏之间的经济合作在1980年日本政府决定参与制裁苏联、暂停许多正在谈判的项目、禁止一些高科技产品的出口和暂停西伯利亚发展贷款后大幅减少。80年代后期，由于日本找到了代替供应商且对戈尔巴乔夫推行的经济改革和政治改革的不稳定性的怀疑，日方对与苏联开展经济合作的兴趣更加减少。1988年，日苏贸易总额将近60亿美元。
虽然公众和媒体对政府所大肆宣传的苏联威胁论抱有怀疑，但日本人仍普遍对苏联一再在北方四岛问题上为难日本感到不满。而且，苏联在这些争议岛屿上的驻军更是坐实了威胁论，让日本政府坚定了支持美国对抗苏联的姿态。1979年，日本政府抗议苏军在北方四岛修建新的工事。

## 大使

### 苏联驻日本大使
- 弗拉基米尔·维诺格拉多夫（英语：Vladimir Vinogradov (diplomat)）（1962-1966年）

### 日本驻苏联大使
- 重光葵（1936-1938年），与苏联外交部长马克西姆·马克西莫维奇·李维诺夫就1937年阿穆尔河事件和几个无人居住的岛屿的边界争端问题展开了谈判。
- 东乡茂德（1938-1940年），谈判并促成了1940年的边境协定。
- 建川美次（英语：Yoshitsugu Tatekawa）（1940-1942年），促成了1941年的中立条约。
- 佐藤尚武（1942-1945年），在1945年被告知中立条约不会续约。

## 扩展阅读
- Asher, Jonah. . ProQuest. 2009  [2017-03-30]. （原始内容存档于2017-03-31）.
- Dunscomb, Paul E. Japan's Siberian Intervention, 1918-1922: 'A Great Disobedience Against the People' (2011) excerpt and text search （页面存档备份，存于）
- Hara,   Kimie.   Japanese-Soviet/Russian Relations since 1945: A Difficult Peace (1998) online （页面存档备份，存于）
- Hasegawa, Tsuyoshi. Racing the Enemy: Stalin, Truman, and the Surrender of Japan (2005) online （页面存档备份，存于）
- Haslam, Jonathan. The Soviet Union and the Threat from the East, 1933–41 (1992)
- Hellmann, Donald C. Japanese Domestic Politics and Foreign Policy: The peace agreement with the Soviet Union (1969)
- Hill, Fiona. "A Disagreement between Allies: The United Kingdom, the United States, and the Soviet-Japanese Territorial Dispute, 1945–1956," Journal of Northeast Asian Studies (1995) 14#3 online （页面存档备份，存于）
- Lensen, George. The strange neutrality: Soviet-Japanese relations during the Second World War, 1941-1945 (1972)
- Lensen, George A. Japanese Recognition of the U. S. S. R.: Soviet-Japanese Relations 1921-1930 (1970)
- May, Ernest R. "The United States, the Soviet Union, and the Far Eastern War, 1941–1945," Pacific Historical Review (1955) 24#2 pp. 153–174 in JSTOR （页面存档备份，存于）
- Robertson, Myles L.C. Soviet Policy towards Japan: An analysis of trends in the 1970s and 1980s (1988)
- Stephan, John. Kuril Islands: Russo-Japanese Frontier in the Pacific (1974)
- Vishwanathan, Savitri.  Normalization of Japanese-Soviet Relations, 1945-1970 (1973)